# Meißner Straße
Die Meißner Straße ist eine Innerortsstraße in der sächsischen Stadt Radebeul. Mit ihrer Länge von über 8 km ist sie die längste Straße der Stadt. Sie führt von der östlichen Stadtgrenze zur Landeshauptstadt Dresden durch ganz Radebeul in westlicher Richtung bis zur Stadtgrenze zu Coswig.

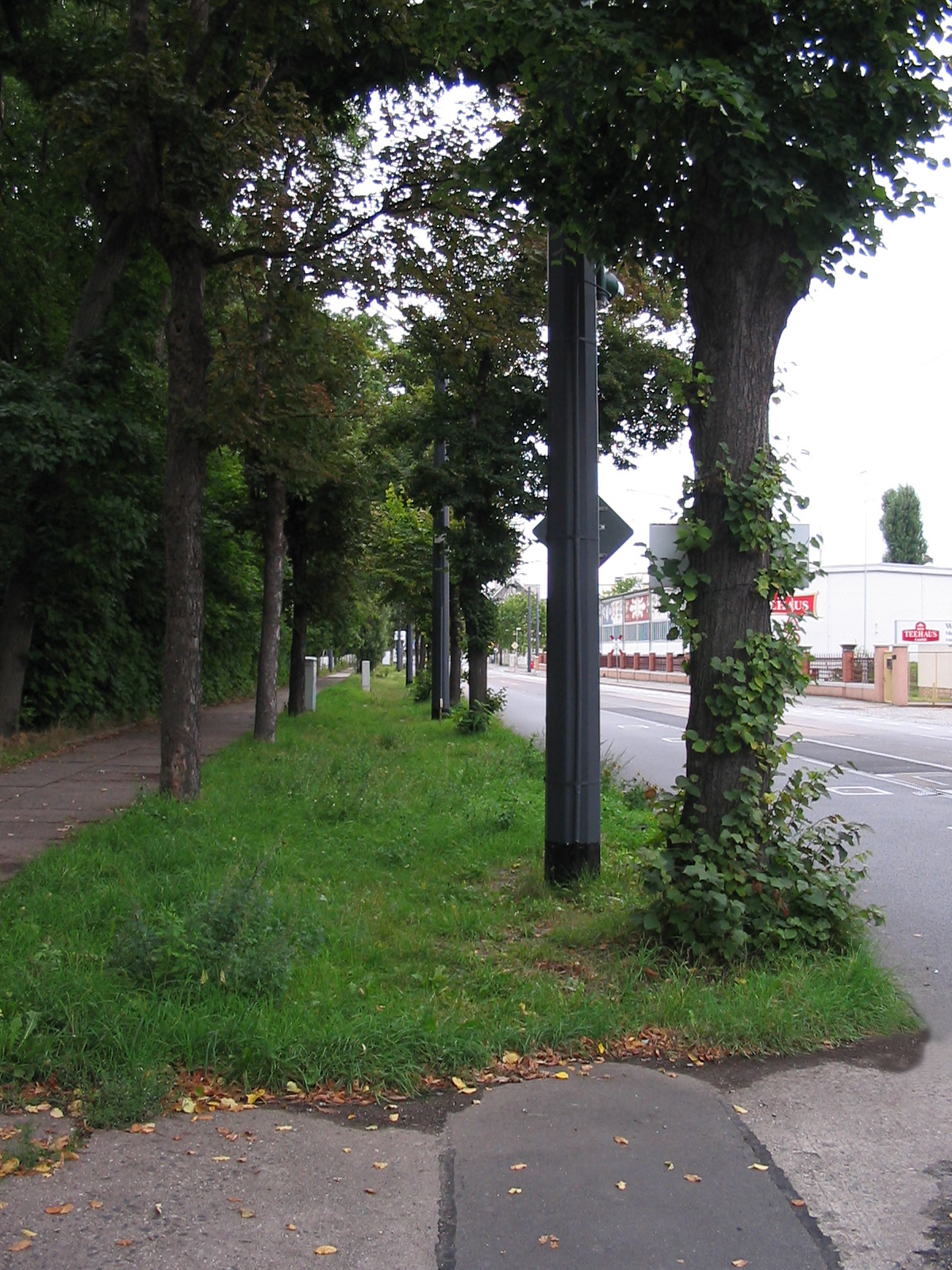
Meißner Straße mit einem Rest Chausseegraben und -bäumen

Als durchgehende rechtselbische Verbindung zwischen der Residenzstadt Dresden und der Bischofsstadt Meißen beziehungsweise Leipzig hatte sie bereits in vergangenen Zeiten überregionale Bedeutung; bereits zu kurfürstlichen Zeiten bestand diese Postkutschen- bzw. Kurierverbindung, die zu Napoleons Zeiten zur Fernchaussee erhoben (grande Route de Leipzig, 1805) und entsprechend ausgebaut wurde. Diese Vergangenheit wird heute durch die Einordnung als sächsische Staatsstraße 82 dokumentiert. Siehe dazu auch die historischen Benennungen im untenstehenden Kapitel Benennung.

## Ortslage

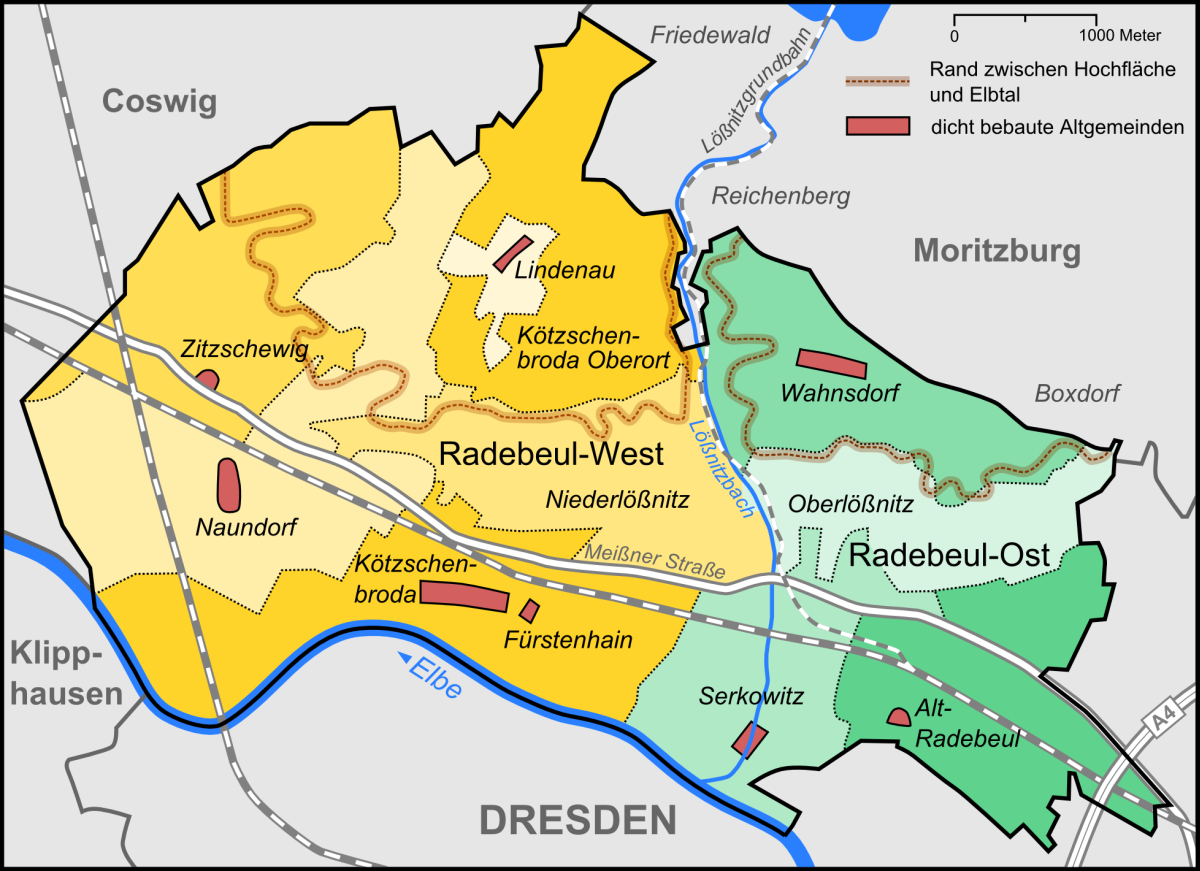
Die Meißner Straße durchquert Radebeul parallel zur Eisenbahn von Ost nach West

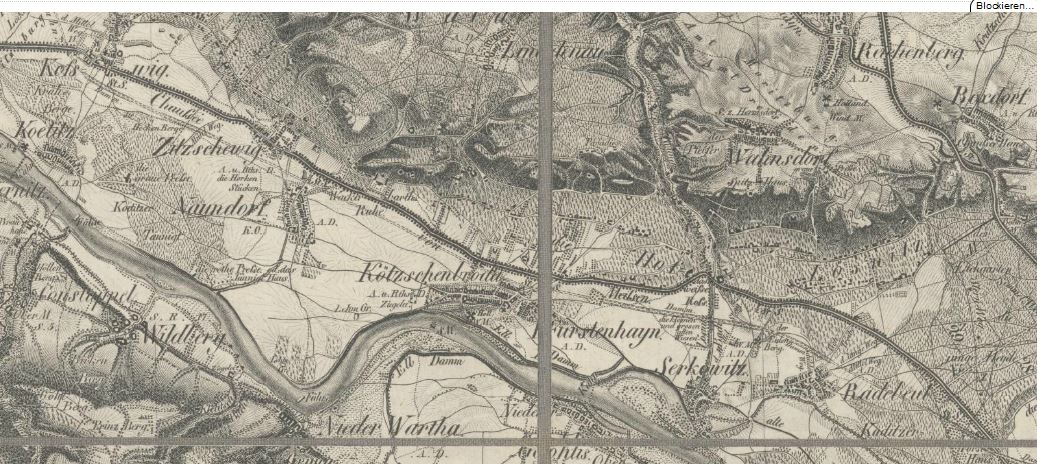
Chaussee nach Meißen, Ausschnitt aus einer Karte, 1857

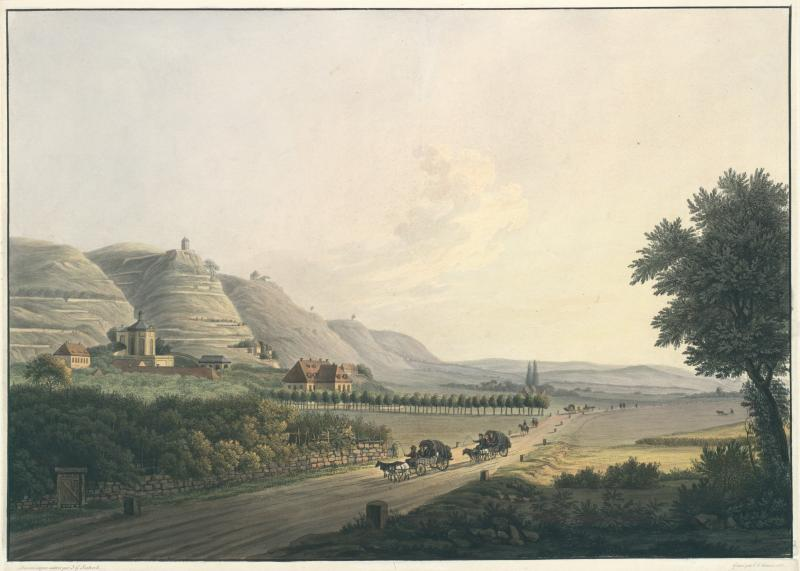
Christian Gottlob Hammer: Vue de Wackerbarthsruhe aux environs de Dresde, prise sur la grande Route de Leipzig, 1805

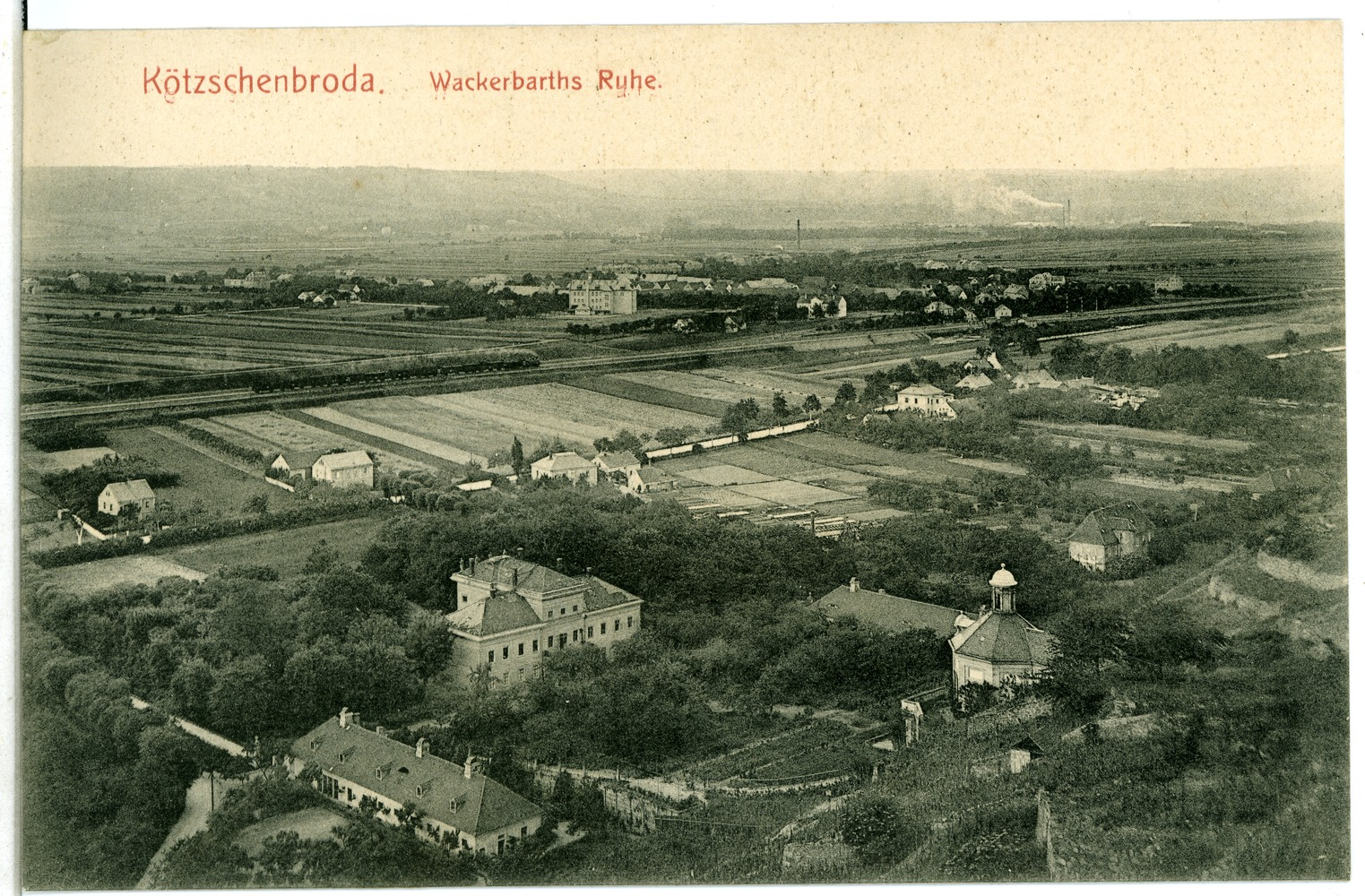
Meissner Chaussee bei Schloss Wackerbarth, dahinter die Eisenbahnstrecke nach Leipzig mit Zug, 1906

Dresdner Straße mit Lößnitzbahn vor dem Gasthof Goldene Weintraube, 1903

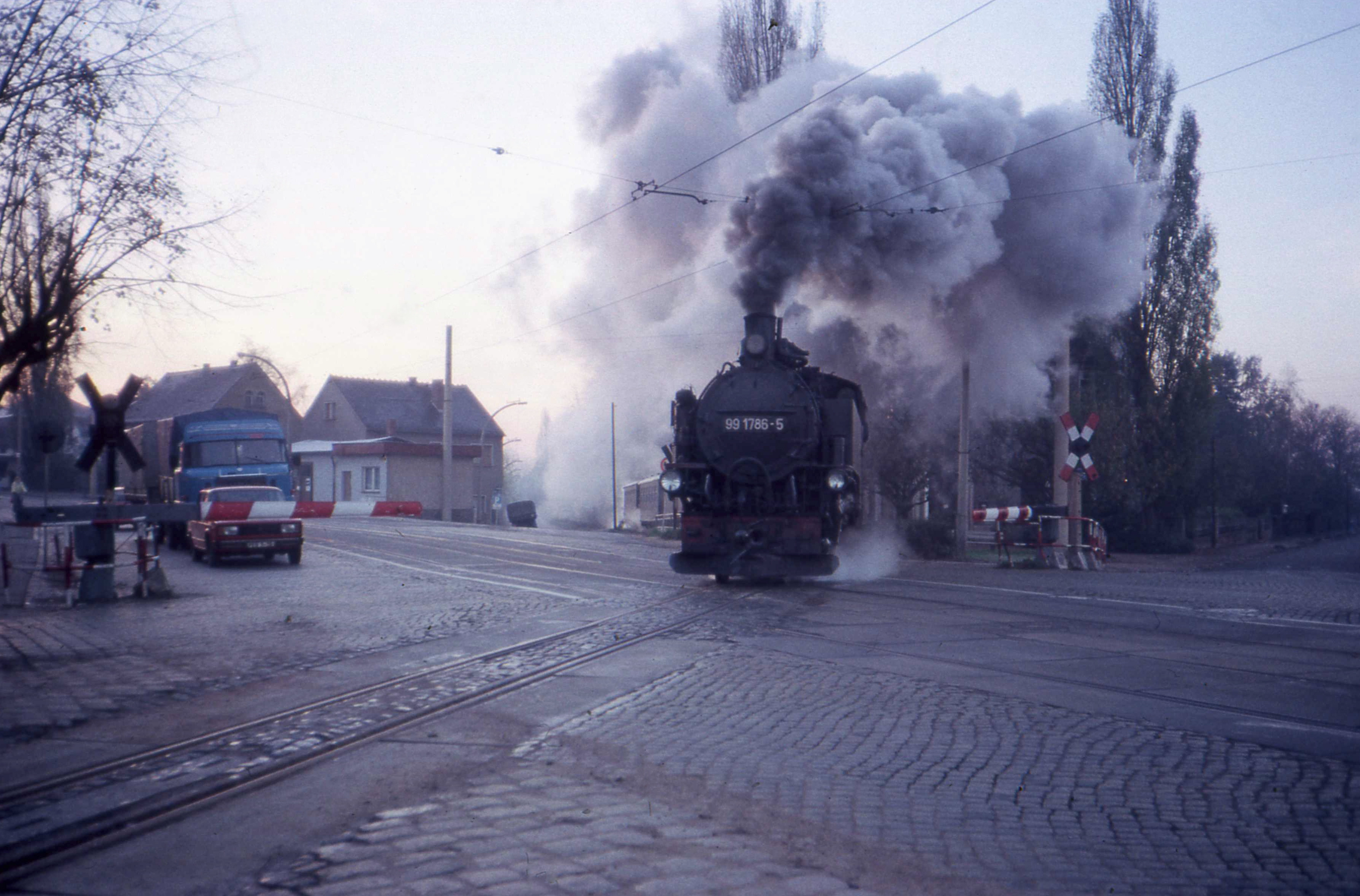
Zustand der Wilhelm-Pieck-Straße an der Eisenbahn-Kreuzung am Gasthof „Weißes Roß“, 1989

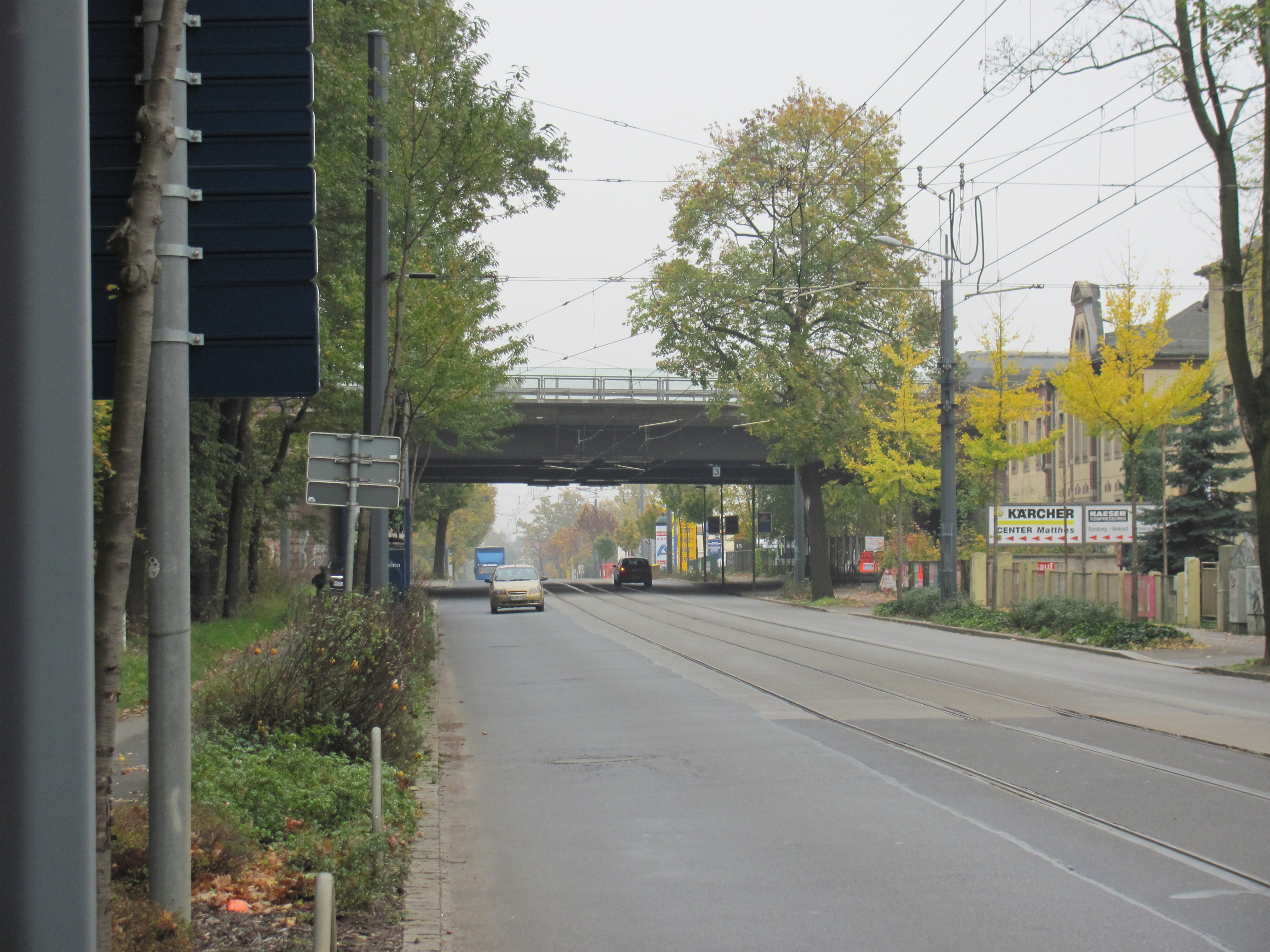
Meißner Straße mit Unionbrücke der BAB 4, Blick Richtung Dresden

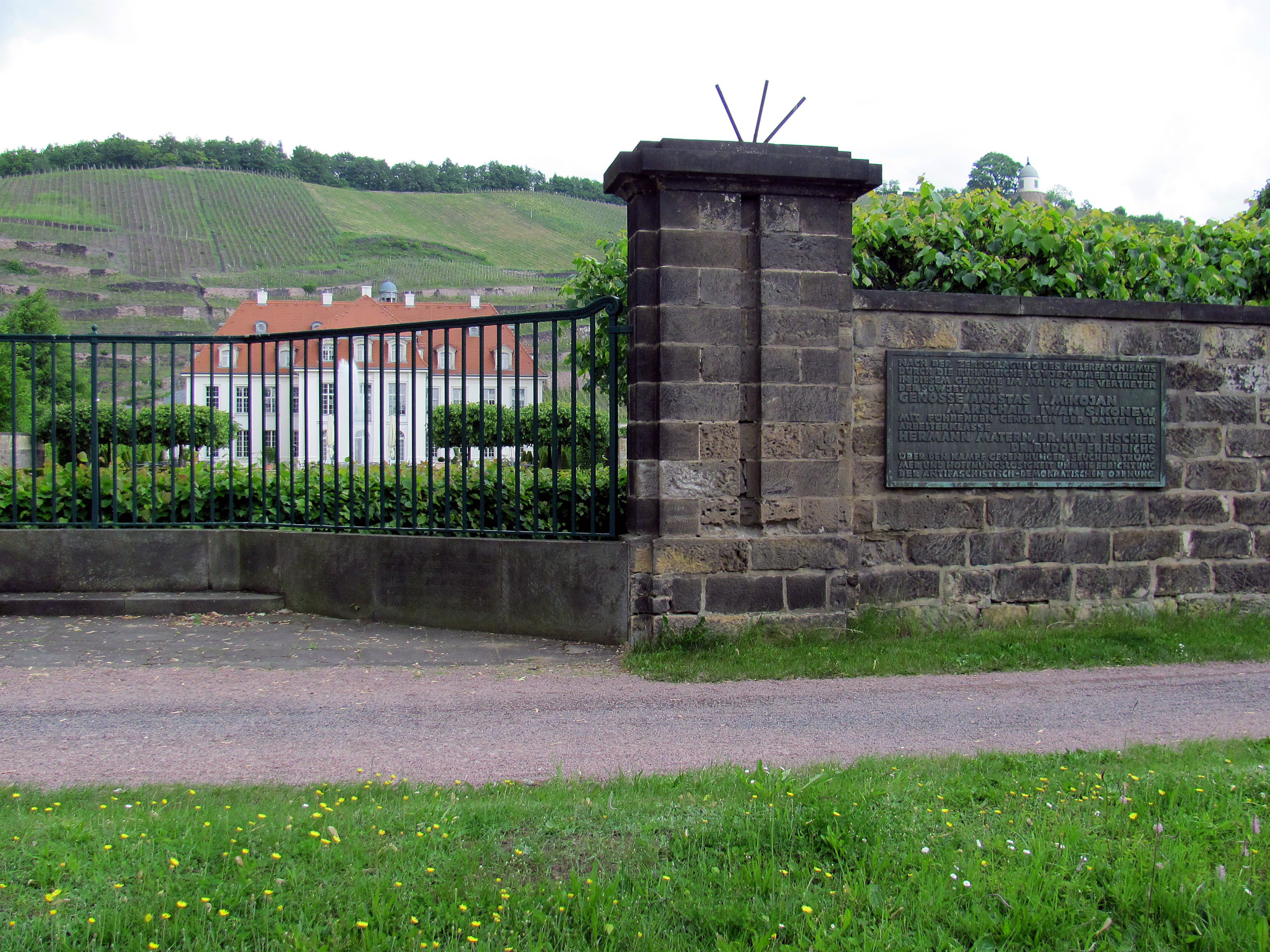
Schloss Wackerbarth, Erinnerungstafel, von der Meißner Straße aus

Die Meißner Straße durchquert von Ost nach West folgende Stadtteile beziehungsweise bildet teilweise ihre Grenze: Alt-Radebeul, Serkowitz, Niederlößnitz, Kötzschenbroda, Naundorf und Zitzschewig.
Auf diesem Weg beginnt sie an der ältesten bestehenden Außengrenze mit der Stadt Dresden, als Fortführung der Leipziger Straße. Sie führt durch das ehemalige Industriequartier Radebeuls, wo die Autobahn sie mittels der Unionbrücke überführt; rechts befand sich ehemals der Waldpark Radebeul-Ost. Sie bildet die Achse von Radebeul-Ost, wo sie eine Kreuzung mit der Hauptstraße bildet; danach überquert sie die Stadtteilgrenze nach Serkowitz, wo die Eduard-Bilz-Straße kreuzt.
Danach steht linkerseits die Lutherkirche. Durch Serkowitz führt sie nach Radebeul-Mitte, wo sie am Gasthof „Weißes Roß“ bzw. dem Beginn des Augustuswegs durch die Schmalspurbahn Radebeul Ost–Radeburg gekreuzt wird, die von dort aus nach Norden in den Lößnitzgrund fährt, und selbst den Lößnitzbach überquert. Diese Kreuzung ist gleichzeitig Kreuzungspunkt mit der ehemaligen Überlandstraßenbahn Lößnitzbahn, die heute die Linie 4 der Dresdner Straßenbahn darstellt, die bis nach Naundorf auf der Meißner Straße fährt und dann auf einem eigenen Gleiskörper nach Nordwesten abbiegt.
Die Meißner Straße führt dann an den Landesbühnen Sachsen vorbei entlang von Niederlößnitz mit der Einmündung der Borstraße auf der rechten Seite und durchquert Kötzschenbroda (Ledenweg, Gradsteg), wo sie im Zentrum von Radebeul-West nahe dem dortigen Bahnhof eine Kreuzung mit der Bahnhofstraße zur Elbe hin, wo links an der Elbe der Anger Altkötzschenbroda liegt, und der Moritzburger Straße (Teil der Kreisstraße 8018) in Richtung Hochland und Moritzburg bildet.
Weiter nach Westen kommt der Straßenzug an Schloss Wackerbarth vorbei, durchquert Naundorf und führt am Abzweig zum Dorfkern Zitzschewig vorbei Richtung Coswig, wo er kurz vor der Ortsgrenze von der Bahnstrecke Berlin–Dresden überquert wird, die dort an der Elbe die Elbebrücken Niederwartha nutzt. An der Coswiger Stadtgrenze wird sie durch die dortige Leipziger Straße fortgesetzt.
Auf ganzer Strecke verläuft südlich der Meißner Straße etwa parallel die Bahnstrecke Leipzig–Dresden beziehungsweise die Linie S 1 der S-Bahn Dresden.

## Benennung
Die 1661 urkundlich als Leipziger Landstraße bzw. 1715 als Straße von Leipzig nach Dreßden bezeichnete Fernverbindung verlief weiter unten an der Elbe lang, weshalb die Altstraße auch hochwassergefährdet war. 1784 kam es wegen Unterspülung beinahe zu einem Unfall von Kurfürst Friedrich August dem Gerechten, infolge dessen nicht nur der Weiberstein in Serkowitz aufgestellt wurde, sondern auch bis 1788 umfangreiche Baumaßnahmen in der Elbe durchgeführt und die Fernverbindung als Straße auf die nächst höhergelegene Sandterrasse verlegt wurde.
Die ab 1788 im Verlauf der heutigen Meißner Straße geschaffene Kunststraße wurde zu Napoleonischer Zeit zu einer Chaussee ausgebaut und in Zitzschewig mit einem (heute abgerissenen) Chausseehaus gesichert. In Christian Gottlob Hammers Gemälde Vue de Wackerbarthsruhe aux environs de Dresde, prise sur la grande Route de Leipzig ist es einfach die „große Straße von Leipzig“, im Manöver-Plan für die Königlich Sächsischen Truppen bei Dresden im Jahre 1857 wurde die Straße einfach Chaussee nach Meißen genannt.
Mit der Stärkung der Kommunen im 19. Jahrhundert wurden Namen festgelegt: Um 1900 hieß der Teil zwischen der Grenze zu Dresden durch die Gemarkung Radebeul durch bis einschließlich Serkowitz Leipziger Straße. An Niederlößnitz vorbei und durch Kötzschenbroda durch bis zur Naundorfer Grenze hieß sie Dresdner Straße, während sie in Naundorf und Zitzschewig den Namen Meissner Chaussee trug. Mit dem Zusammenschluss der westlichen Lößnitzortschaften zur Großgemeinde und dann Stadt Kötzschenbroda erhielt die Strecke ab Serkowitz bis zur Coswiger Stadtgrenze den gemeinsamen Namen Meißner Straße.
Mit dem Zusammenschluss von Kötzschenbroda und Radebeul zur Stadt Radebeul wurde der Name Meißner Straße auf die gesamte Strecke zwischen Dresden und Coswig ausgedehnt, und die Hausnummern wurden im westlichen Teil angepasst.
Am 21. Dezember 1950 erfolgte die Umbenennung in Stalinstraße; 1960 dann die erneute Umbenennung in Wilhelm-Pieck-Straße. Nach der Wende erhielt der Straßenzug 1991 ihren vorherigen Namen Meißner Straße zurück.

## Bebauung
Die heutige Benummerung beginnt an der Dresdner Stadtgrenze mit der Nr. 1 auf der im Süden liegenden Elbseite mit den ungeraden Nummern; diese laufen bis zur Nr. 511 an der Coswiger Grenze. Die geraden Nummern finden sich auf der Nordseite zum Steilhang hin.
An der Meißner Straße liegen zahllose Kulturdenkmale, sei es, dass sie selbst die Adresse Meißner Straße führen oder als Eckgrundstücke eine Adresse aus einer der zahlreichen Nebenstraßen haben (jeweils darunter aufgeführt). Die Liste der Straßen und Plätze in Radebeul führt unter den 6 Teilabschnitten zur Meißner Straße die diesen Stadtteilen zuzuordnenden Kulturdenkmale und Sehenswürdigkeiten. Es sind dies im Einzelnen:
- Alt-Radebeul: 15[1], 17, 21, 23, 29, 30, 31, 35, 37, 47, 52, 57, 59, Trafoturm, 96, 101, 103, DDR-Museum Zeitreise (105)
  - Forststr. 22/22a-d, Villa Kolbe (Zinzendorfstr. 16), Villa Große (Zinzendorfstr. 17), Eduard-Bilz-Str. 18, Eduard-Bilz-Str. 20/20a, Villa Sarolta (Schildenstr. 2), Lutherkirche (Kirchplatz 1)
- Serkowitz: 112, 114, 121, 143, 148
  - Wasastr. 49, Dr.-Schmincke-Allee 8, Dr.-Schmincke-Allee 9, Dr.-Schmincke-Allee 10, Villa Emma (Dr.-Schmincke-Allee 11), Gohliser Str. 2, Hoflößnitzstr. 2, Apotheke „Weißes Roß“ (Straße des Friedens 60), Roseggerstr. 2, Haltepunkt Weißes Roß (Augustusweg 2), Richard-Wagner-Straße 13
- Niederlößnitz: Landesbühnen Sachsen (152)[2], 154, 158, 162, 172
  - Villa Glückauf (Paradiesstr. 1), Paradiesstr. 3, Paradiesstr. 4, Schuchstr. 2, Villa Hedwig (Körnerweg 2), Gartentor Borstraße 33 (Gartenseite Meißner Straße), Villa Göbel (Dr.-Külz-Str. 2)
- Kötzschenbroda: 159, 177, 220, 221, 223, 226, 241[3], 243, 244, 247, 250, 253, 255, 256, 266, 268, 279, 280, 285, 288, 289, 292, 296[4], 297, 299, 313
  - Musikschule des Landkreises Meißen (Dürerstr. 1), Dürerstr. 2a, Villa Krüger (Neue Str. 12), Hainstr. 7, Ledenweg 1, Hofmann-Villa (Ledenweg 2a, 2b), Lößnitzperle (Bahnhofstr. 11), Wettin-Haus (Moritzburger Str. 1)
- Naundorf: 312, 317, 322, 333
  - zu Niederlößnitz: Schloss Wackerbarth (Wackerbarthstr. 1)
- Zitzschewig: 420, 426, 436, 443, 445, 455, 461
  - Coswiger Str. 23

Zu DDR-Zeiten stand die Kreuzung Meißner Straße/Moritzburger Straße/Bahnhofstraße in Kötzschenbroda als Denkmal der Kulturgeschichte unter Denkmalschutz: Das Straßenzugensemble Straßenkreuzung Moritzburger Straße 1 / Wilhelm-Pieck-Straße 268 ist heute nicht mehr als Ensemble geschützt, jedoch wurden nach der Wende die vier Eckhäuser zu Einzeldenkmalen erklärt:
- Wohn- und Geschäftshaus Meißner Straße 268, Wettin-Haus (Moritzburger Straße 1), Wohn- und Geschäftshaus Meißner Straße 279 und Lößnitzperle (Bahnhofstraße 11)

## Bewohner und Anlieger
- Alt-Radebeul: An der Grenze zu Dresden beginnt das Industriegebiet Radebeul. Zahlreiche Unternehmen waren bzw. sind dort angesiedelt, manche auch mit bekannten Personen der jeweiligen Fachgebiete: Union-Werke. Chemische Fabrik v. Heyden von Friedrich von Heyden, dazu Richard Seifert, Rudolf Schmitt, Richard Müller. Teehaus GmbH. Weitere Anlieger: Heinrich Severit, Gustav Thoenes, Erich Weber, Adolf Hohneck
- Serkowitz: Friedrich Wilhelm Eisold, Johannes Eisold, Ernst Kegel (Nr. 108). Farbenfabrik O. Baer (Nr. 116, abgerissen)
- Niederlößnitz: Friedrich Wilhelm Eisold
- Kötzschenbroda: Lenelies Höhle-Gadegast, Eugen Hermann von Dedenroth, Gebrüder Kießling, Ernestine Schumann-Heink, Joseph Hallbauer, Friedrich Wilhelm Schwenk, Gerlinde Queißer, Max Manfred Queißer; Johann Erich Gottschalch (Nr. 257), Kurt von Reyher (Nr. 258), Wilhelm Heine (Nr. 269, abgerissen), Oskar Ernst Bernhardt, Albert Aufschläger, Gustav Aufschläger, Baufirma „Gebrüder Große“ (Nr. 248, abgerissen), Anton von Cerrini di Monte Varchi (Nr. 294)
- Naundorf/Niederlößnitz: Wackerbarths Ruhe: August Christoph von Wackerbarth, Joseph Anton Gabaleon von Wackerbarth-Salmour, Christian Friedrich von Gregory, August Josef Ludwig von Wackerbarth, Carl Lang, Elise Polko, Albert von Carlowitz, Johann Georg Theodor Grässe